# 15500 Anantpatel
15500 Anantpatel è un asteroide della fascia principale. Scoperto nel 1999, presenta un'orbita caratterizzata da un semiasse maggiore pari a 2,4582323 UA e da un'eccentricità di 0,1304212, inclinata di 4,81982° rispetto all'eclittica.